# Succasunna-Kenvil
Succasunna-Kenvil és una concentració de població designada pel cens dels Estats Units a l'estat de Nova Jersey. Segons el cens del 2000 tenia 12.569 habitants.

## Demografia
Segons el cens del 2000, Succasunna-Kenvil tenia 12.569 habitants, 4.138 habitatges, i 3.475 famílies. La densitat de població era de 727,6 habitants/km².
Dels 4.138 habitatges en un 43,6% hi vivien nens de menys de 18 anys, en un 74,5% hi vivien parelles casades, en un 6,9% dones solteres, i en un 16% no eren unitats familiars. En el 13,3% dels habitatges hi vivien persones soles el 5,4% de les quals corresponia a persones de 65 anys o més que vivien soles. El nombre mitjà de persones vivint en cada habitatge era de 3,02 i el nombre mitjà de persones que vivien en cada família era de 3,33.
Per edats la població es repartia de la següent manera: un 28,4% tenia menys de 18 anys, un 5,8% entre 18 i 24, un 30,1% entre 25 i 44, un 26% de 45 a 60 i un 9,6% 65 anys o més.
L'edat mediana era de 38 anys. Per cada 100 dones de 18 o més anys hi havia 93,4 homes.
La renda mediana per habitatge era de 83.614 $ i la renda mediana per família de 90.015 $. Els homes tenien una renda mediana de 64.188 $ mentre que les dones 37.841 $. La renda per capita de la població era de 31.923 $. Aproximadament l'1,9% de les famílies i el 2,4% de la població estaven per davall del llindar de pobresa.

## Poblacions més properes
El següent diagrama mostra les poblacions més properes.